# جائزة نوبل في الأدب 1901
كانت جائزة نوبل في الأدب لعام 1901 أول جائزة نوبل في الأدب تُمنح. وقد مُنحت للشاعر الفرنسي سولي برودوم «تقديراً خاصاً لتكوينه الشعري، الذي يعطي دليلاً على المثالية السامية والكمال الفني والتوليفة النادرة من صفات القلب والفكر».

## الحائز على جائزة
ينتمي سولي برودوم إلى مدرسة الشعراء التي أرادت الكتابة بأسلوب كلاسيكي وأنيق رسميًا. جمع شعر سولي برودوم بين الكمال الرسمي والاهتمام بالعلم والفلسفة. وفقًا للأكاديمية السويدية، فإن شعره الراقي يتناسب مع صياغة ألفريد نوبل حول الأعمال «في الاتجاه المثالي».

## الترشيحات

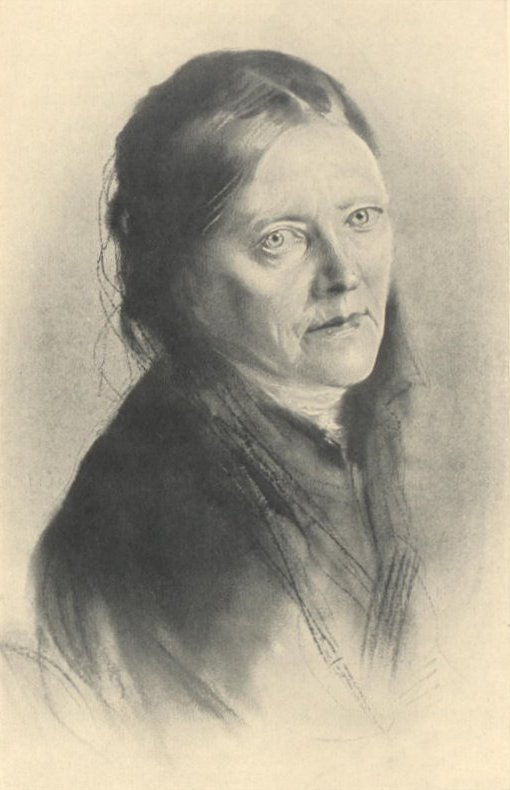
كانت مالويدا فون ميسينبورغ أول امرأة يتم ترشيحها على الإطلاق لجائزة نوبل في الأدب. تم ترشيحها من قبل المؤرخ الفرنسي غابرييل مونود عن كتابها الرائع Memoirs of a Idealist

تم ترشيح سولي برودوم للجائزة من قبل 17 عضوًا من الأكاديمية الفرنسية، والتي كان Sully Prudhomme نفسه عضوًا فيها. في المجموع، تلقت لجنة نوبل 37 ترشيحًا لـ 24 فردًا، بما في ذلك فريديريك ميسترال (خمسة ترشيحات) وهنريك سينكيويتز (ثلاثة ترشيحات) الذين حصلوا فيما بعد على الجائزة، والمرأة الوحيدة المرشحة، مالويدا فون ميسينبورغ. كان الاسم الأول في قائمة المرشحين هو الكاتب إميل زولا، لكن الحملة من الأكاديمية الفرنسية أثبتت نجاحها واختارت الأكاديمية السويدية منح سولي برودوم.

## قائمة المرشحين
فيما يلي القائمة الرسمية للمرشحين ومرشحيهم للجائزة:
| No. | Nominee                                | Country     | Genre(s)                     |
| --- | -------------------------------------- | ----------- | ---------------------------- |
| 1   | إميل زولا (1839–1907)                  | France      | novel, drama, short story    |
| 2   | René Vallery-Radot (1853–1933)         | France      | essays, biography            |
| 3   | إدموند روستان (1868–1918)              | France      | poetry, drama                |
| 4   | Julius Gersdorff (1849–1907)           | Germany     | poetry, songwriting          |
| 5   | الكسندر باومغارتنر، S.J. (1841–1910)   | Switzerland | poetry, history              |
| 6   | Alexandru Dimitrie Xenopol (1847–1920) | Romania     | history, philosophy, essays  |
| 7   | Oscar le Pin (?)                       | Switzerland | drama                        |
| 8   | بول ساباتير (1858–1928)                | France      | history, theology, biography |
| 9   | Louis Ducros (1846–1927)               | France      | literary criticism, history  |
| 10  | رينه سولي برودوم (1839–1907)           | France      | poetry, essay                |
| 11  | فردريك ميسترال (1830–1914)             | France      | poetry, philology            |
| 12  | غاستون باريس (1839–1903)               | France      | history, poetry, essays      |
| 13  | Carl Gustaf Estlander (1834–1910)      | Finland     | history, essay               |
| 14  | هنريك سينكيفيتش (1846–1916)            | Poland      | novel                        |
| 15  | لويس أوقستي ساباتير (1839–1901)        | France      | history, essays, theology    |
| 16  | Paul Duproix (1851–1912)               | France      | pedagogy                     |
| 17  | جاسبر نونيث دي أرثي (1832–1903)        | Spain       | poetry, drama, law           |
| 18  | Charles Borgeaud (1861–1940)           | Switzerland | history, law                 |
| 19  | Charles Renouvier (1815–1903)          | France      | philosophy                   |
| 20  | فيرينك كيمني (1860–1944)               | Hungary     | essays                       |
| 21  | Giacomo Stampa (?)                     | Italy       | essays                       |
| 22  | Antonio Fogazzaro (1842–1911)          | Italy       | novel, poetry, short story   |
| 23  | Ossip Lourié (1868–1955)               | Belarus     | history, philosophy, essays  |
| 24  | Malwida von Meysenbug (1816–1903)      | Germany     | memoir                       |

## ردود الفعل
تعرض قرار الأكاديمية السويدية بمنح سولي برودوم جائزة نوبل الأولى في الأدب لانتقادات شديدة في ذلك الوقت ولا يزال أحد أكثر قرارات منح الجوائز انتقادًا في تاريخ جائزة نوبل في الأدب. تم تفسير اختيار Sully Prudhomme على أنه مهذب تجاه الأكاديمية الفرنسية، نموذج للأكاديمية السويدية. يعتقد الكثيرون أنه كان ينبغي منح ليف تولستوي جائزة نوبل الأولى في الأدب. احتج الممثلون البارزون للنخبة الثقافية السويدية المعاصرة بما في ذلك أوغست ستريندبرغ وسيلما لاغيرلوف وفيرنر فون هايدنستام وأوسكار ليفرتين وبرونو ليليفورس وأندرس زورن وألبرت إنغستروم على الأكاديمية قائلين إنهم يعتقدون أن تولستوي كان أكثر المتلقين استحقاقًا للجائزة. قالت صحيفة إنجليزية إن سولي برودوم كانت شاعرا من الدرجة الثانية ولم تحقق أي شيء منذ سنوات عديدة. كما جاءت ردود الفعل الانتقادية من فرنسا وألمانيا مع آراء مفادها أن تولستوي كان المرشح الأفضل للجائزة.

## الروابط الخارجية
- خطاب حفل توزيع الجوائز CD af Wirsén nobelprize.org